# 尾子熊一郎
尾子 熊一郎（おこ くまいちろう、1890年（明治23年）8月22日 - 1957年（昭和32年）2月14日）は、大日本帝国陸軍軍人。最終階級は陸軍少将。

## 経歴
1890年（明治23年）に長崎県で生まれた。陸軍士官学校第25期卒業。1939年（昭和14年）に陸軍歩兵大佐に進級し、歩兵第76連隊長に就任。1941年（昭和16年）6月に関東軍歩兵下士官候補者隊長に転じ、10月に陸軍公主嶺学校歩兵教導連隊長に就任。
1943年（昭和18年）に陸軍少将に進級。南方軍教育隊長に就任し、太平洋戦争に出動。1944年（昭和19年）に独立混成第26旅団長に転じ、シンガポールの警備に当たった。
1947年（昭和22年）11月28日、公職追放仮指定を受けた。

## 栄典
勲章
- 1944年（昭和19年）8月15日  - 勲二等瑞宝章[4]